# Maes Tegid
Maes Tegid – stadion piłkarski, znajdujący się w Bala w Walii, na którym swoje mecze rozgrywa występujący w walijskiej Premier League zespół Bala Town. Obiekt początkowo posiadał wyłącznie miejsca stojące. Pierwszy mecz odbył się na nim na początku lat pięćdziesiątych XX wieku. W 2006 roku zbudowano nową trybunę liczącą 500 miejsc siedzących. Stadion ma pojemność 3000 miejsc.